# روجيريو بونتورين
روجيريو بونتورين (بالبرتغالية: Rogério Bontorin؛ مواليد 25 أبريل 1992) هو مُقاتل فنون قتالية مختلطة برازيلي.

## وصلات خارجية
- روجيريو بونتورين على موقع يو إف سي (الإنجليزية)
- روجيريو بونتورين على موقع شيردوغ (الإنجليزية)
- روجيريو بونتورين على موقع Tapology.com (الإنجليزية)